# Cetatea Henneberg
Cetatea Henneberg este situată la est de comuna Henneberg din Thüringen, Germania.

## Amplasare
Ruina se află pe un deal situat între cursul lui  Werra și Main.

## Istoric
Cetatea a fost construită înainte de anul 1096, fiind rezidența familiei nobiliare de origine francă Henneberg (Godebold II și fratele lui Poppo von Henneberg). Cetatea a aparținut aceste familii timp de mai multe generații. In anul 1274 se ajunge la o subîmpărțire a liniei Henneberg, în linia Hartenberg, Aschach (ulterior Römhild) și Schleusingen. Cetatea conform documentelor istorice fiind și ea restructurată. Prin anii 1310 va deveni „ Berthold VII. von Henneberg-Schleusingen” prinț, fiind împuternicit să fie tutorele urmașului pe tron (viitorul Ludwig IV.) și să administreze principatele Brandenburg și Sachsen ca și Boemia.
In anul 1393 este dat o parte din cetate ca zestre liniei Henneberg-Römhild, lucru ce a cauzat conflicte ulterioare între membrii familiei. In mai 1525 cetatea este ocupată,  jefuită și incendiată, fără a opune rezistență răscoalei țărănești france.
Cetatea va fi numai parțial reconstruită, în 1583 moare Georg Ernst, ultimul duce din linia Henneberg-Schleusingen, după care cetatea rămâne nelocuită.